# Ченезели
Ченезѐли (на италиански: Ceneselli; на венециански: Ceneseli) е село и община в Северна Италия, провинция Ровиго, регион Венето. Разположено е на 13 m надморска височина. Населението на общината е 1847 души (към 2012 г.).